# Weißkirchen in Steiermark
Weißkirchen in Steiermark è un comune austriaco di 4 879 abitanti nel distretto di Murtal, in Stiria; ha lo status di comune mercato (Marktgemeinde). Il 1º gennaio 2015 ha inglobato i comuni soppressi di Eppenstein, Maria Buch-Feistritz e Reisstraße.